# جبهه آزادی‌بخش بلوچستان
جبهه آزادی‌بخش بلوچستان ((به اردو: بلوچستان لبریشن فرنٹ)، (بلوچی: بلۏچستان آجوییءِ مئیدان)، (به انگلیسی: Balochistan Liberation Front) BLF) یک گروه شبه‌نظامی است که در منطقهٔ بلوچستان فعالیت و عملیات می‌کند. این گروه در سال ۱۹۶۴ میلادی به‌دست جمعه خان مری در دمشق بنیان گذاشته شد، اندکی بعد در شورش‌های سال‌های ۱۹۶۸ تا ۱۹۷۳ در استان سیستان و بلوچستان ایران، و شورش‌های ۱۹۷۳ تا ۱۹۷۷ در ایالت بلوچستان پاکستان ایفای نقش کرد. با این حال، شورش این گروه در هر دو کشور ایران و پاکستان سرکوب شد، و وضعیت این گروه تا سال ۲۰۰۴ میلادی نامعلوم بود. از سال ۲۰۰۴ به بعد، پس از اینکه الله نظر بلوچ در سال ۲۰۰۳ فرماندهی این گروه را به‌دست گرفت، جبههٔ آزادی‌بخش بلوچستان ظهوری دوباره یافت. از آن هنگام تا کنون، این گروه مسئولیت حملاتی به غیرنظامیان، خبرنگاران، مقامات دولتی و پرسنل نظامی را بر عهده گرفته‌است